# Linia kolejowa Mołodeczno – Lida
Linia kolejowa Mołodeczno – Lida – linia kolejowa na Białorusi łącząca stację Mołodeczno ze stacją Lida.
Znajduje się w obwodach mińskim i grodzieńskim. Linia na całej długości jest niezelektryfikowana (z wyjątkiem stacji Mołodeczno, która posiada sieć trakcyjną). Odcinek Mołodeczno - Gawia jest dwutorowy. Pozostały fragment linii do Lidy jest jednotorowy.

## Historia
Linia początkowo leżała w Imperium Rosyjskim, w latach 1918–1945 w Polsce, następnie w Związku Sowieckim (1945–1991). Od 1991 położona jest na Białorusi.